# 6647 Josse
A 6647 Josse (ideiglenes jelöléssel 1991 GG5) a Naprendszer kisbolygóövében található aszteroida. Eric Walter Elst fedezte fel 1991. április 8-án.